# 葉叶琹
葉叶琹（1911年7月8日—2015年10月12日），字靜友，湖北省嘉魚縣龍口（今洪湖市龍口鎮）人，民國37年（1948年）在湖北省婦女選區當選第一屆立法委員。

## 經歷[4][5]
- 1928年10月，清華大學改國立大學，羅家倫為校長，招收第一批11名女生，葉叶琹被稱為“葉大哥”[6]
- 國立清華大學政治系畢業及同校研究院研究員、清華政治學會第五屆講演股職員[7][8]
- 革命實踐研究院第二十五期結業
- 1939年至1943年任金陵大學教授、金陵女子文理學院教授
- 1943年至1946年任航空委員會三路司令部秘書。
- 1946年至1948年任湖北省政府秘書、湖北省婦女理事、中國國民黨湖北省黨部文運會委員
- 1948年當選為立法委員
- 去台後多次出席國際性婦女會議
- 出席聯合國婦女地位委員會第十四屆大會代表（阿根廷京都）
- 出席泛太平洋暨東南亞婦女協會第七屆（馬尼拉）及第十二屆大會（紐西蘭）
- 出席國民外交協會國際大會第二屆（美堪薩斯市）第三屆（倫敦）及第四屆（印尼班格魯市）會議
- 曾數次參加亞洲議員聯合會大會及理事會
- 國際崇她社台北第一分社會長
- 亞洲婦女協會會長
- 聯合國中國同志會理事、婦女委員會主任委員
- 中美文化經濟協會監事
- 臺灣聯合同志會婦女委員會主任委員
- 兼任國立政治大學教授